# قشرة شمية أولية
القشرة الشمية الأولية (بالإنجليزية: primary olfactory cortex)‏ هي جزء من القشرة الدماغية معنية بالشم.
تشير بعض المصادر إلى أنها تحتوي على منطقة القشرة الأمام كمثرية والقشرة الشمية الداخلية، في حين تذكر بعض المصادر الآخرى أنها تحتوي على القشرة الأمام كمثرية والقشرة حول اللوزة.